# Сингапур на Светском првенству у атлетици у дворани 2022.
Сингапур је учествовао на 18. Светском првенству у атлетици у дворани 2022. одржаном у Београду од 18. до 20. марта. Репрезентацију Сингапура на његовом седмом учествовању на светским првенствима у дворани представљао је један атлетичар који се такмичио у трци на 60 метара препоне.,
На овом првенству Сингапур није освојио ниједну медаљу али је остварен лични рекорд.

## Учесници
Мушкарци:
- Чен Сианг Анг — 60 м препоне

## Резултати

### Мушкарци
| Атлетичар     | Дисциплина   | Лични рекорд | Квалификације | Квалификације | Полуфинале           | Полуфинале           | Финале               | Финале       | Детаљи |
| Атлетичар     | Дисциплина   | Лични рекорд | Резултат      | Место         | Резултат             | Место                | Резултат             | Место        | Детаљи |
| ------------- | ------------ | ------------ | ------------- | ------------- | -------------------- | -------------------- | -------------------- | ------------ | ------ |
| Чен Сианг Анг | 60 м препоне | 8,16         | 7,91 НР, ЛР   | 6. у гр. 3    | Није се квалификовао | Није се квалификовао | Није се квалификовао | 39 / 44 (46) |        |